# Girl, So Confusing
"Girl, So Confusing" là một bài hát của nữ ca sĩ người Anh Charli XCX nằm trong album phòng thu thứ sáu của cô mang tên Brat (2024). Charli XCX sáng tác bài hát này cùng với nhà sản xuất của ca khúc, A. G. Cook. "Girl, So Confusing" là một bài hát thuộc thể loại indie dance kèm theo âm hưởng glitch, trong đó sử dụng phong cách hát nói kèm Auto-Tune và lồng ghép một đoạn bassline dồn dập. Nội dung bài hát kể về mối quan hệ căng thẳng giữa Charli XCX với một nữ nhạc sĩ khác. Sau khi "Girl, So Confusing" được phát hành, nhiều người từng bàn tán nghệ sĩ nào là nhân vật chủ đề của bài hát. Họ đoán rằng ca khúc có thể nhắm đến Rina Sawayama, Marina Diamandis hoặc Lorde. Charli XCX xác nhận rằng Lorde chính là nhân vật được đề cập trong "Girl, So Confusing".
Ngày 21 tháng 6 năm 2024, phiên bản remix của "Girl, So Confusing" với sự góp giọng của Lorde được phát hành. Bản này có lời bài hát giống như bản gốc, nhưng bổ sung thêm lời đáp từ Lorde dành cho Charli XCX. "Girl, So Confusing" (remix) nhận được nhiều lời hoan nghênh từ giới phê bình. Họ tán dương phong cách sáng tác và đề tài của bài hát. "Girl, So Confusing" (remix) góp mặt trên nhiều danh sách cuối năm, điển hình như Exclaim! và The Independent bình chọn bản remix ở vị trí số một trong danh sách xếp hạng của họ. "Girl, So Confusing" còn đạt thành công về mặt thương mại khi lọt vào top 40 ở New Zealand, Vương quốc Anh và được Music Canada (MC) chứng nhận đĩa Vàng.

## Bối cảnh
Tháng 2 năm 2024, nữ ca sĩ Charli XCX lần đầu nhá hàng "Girl, So Confusing" trong một cuộc phỏng vấn cùng The Face. Cây bút Shaad D'Souza tiết lộ bài hát "chắc chắn sẽ làm điên đảo Deuxmoi và nhiều máy chủ Discord" sau khi họ nghe nữ ca sĩ hát về một mối quan hệ căng thẳng với một nghệ sĩ nữ nào đó. Tuy nhiên, Charli XCX đính chính qua tài khoản TikTok chính thức rằng album phòng thu thứ sáu Brat của cô sẽ không có bất kỳ "bài hát công kích" nào, ngoại trừ đĩa đơn mở đường của album là "Von Dutch" (2024). Nữ ca sĩ cho biết "Girl, So Confusing" chỉ đơn thuần bàn về những mối quan hệ phức tạp và tràn ngập biến cố mà các nữ ca sĩ nhạc pop phải trải qua trong sự nghiệp của họ.
Charli XCX sáng tác "Girl, So Confusing" cùng với nhà sản xuất Alexander Guy Cook. Cook phụ trách toàn bộ khâu sản xuất và kỹ thuật giọng hát của bài hát. Quá trình thu âm "Girl, So Confusing" diễn ra tại thành phố México. Kỹ sư Tom Norris thực hiện công đoạn phối trộn bài hát, còn Idania Valencia và Randy Merrill thì master "Girl, So Confusing" tại Sterling Sound, Edgewater, New Jersey. Sau khi Brat ra mắt, Mey Rude của Out cho biết người hâm mộ đang bàn tán sôi nổi rằng ai mới là nhân vật ẩn danh trong bài hát: ca sĩ người Nhật Bản–Anh Rina Sawayama, ca sĩ người xứ Wales Marina Diamandis hoặc ca sĩ người New Zealand Lorde. Charli XCX và Sawayama từng hợp tác qua ca khúc "Beg for You" trong album phòng thu thứ năm Crash (2022) của Charli XCX. Sang năm 2023, tin đồn rạn nứt của hai người được lan truyền rộng rãi sau mối thù địch giữa Sawayama và giọng ca chính Matty Healy của ban nhạc The 1975, trong khi Charli XCX thì lại đính hôn với tay trống George Daniel của ban nhạc này. Từ "girl" trong tiêu đề bài hát được cho là ẩn ý nhắm đến album phòng thu thứ hai Hold the Girl (2022) của Sawayama.
Charli XCX và Diamandis từng hợp tác trong "Just Desserts" (2013) nhằm quảng bá cho chuyến lưu diễn The Lonely Hearts Club Tour của Diamandis. Charli XCX cũng từng là nghệ sĩ biểu diễn mở màn cho chuyến lưu diễn này. Năm 2016, Charli XCX đăng tải một loạt hình ảnh chủ đề trái cây do nhiếp ảnh gia Charlotte Rutherford thực hiện nhằm phục vụ cho chiến dịch quảng bá cùng công ty nước hoa Anh Impulse. Diamandis cũng từng làm việc với Rutherford và bình luận trên tài khoản Instagram của Charli XCX rằng "this Froot looks familiar" (mấy bức hình trái cây này nhìn quen quá). Sau đó, câu nói ấy trở thành một meme trên mạng xã hội. Charli XCX trả lời rằng cô không lấy cảm hứng từ ảnh chủ đề album của Diamandis để thực hiện chiến dịch quảng cáo vì cô không biết gì về tác phẩm đó. Nữ ca sĩ thú nhận rằng sau khi đối sánh những hình ảnh này với nhau thì bản thân cô thấy ảnh của chính mình có nhiều nét tương đồng với Diamandis. Năm 2023, nữ ca sĩ tuyên bố trên tài khoản Instagram 360_brat rằng cô cảm thấy "thực sự tổn thương, buồn bã và bối rối" trước quyết định trả lời công khai về sự việc của Diamandis, khiến cho nhiều người đặt nghi vấn rằng "Girl, So Confusing" có thể đang nhắc đến Diamandis.
Năm 2013, Lorde gặt hái thành công vang dội và được nhiều người biết đến hơn sau khi phát hành bản hit đầu tay "Royals" và album phòng thu đầu tay Pure Heroine. Nhiều phương tiện truyền thông so sánh gu thẩm mỹ và ngoại hình của nữ ca sĩ với Charli XCX. Cùng năm đó, Charli XCX phát hành album phòng thu đầu tay True Romance và cô đạt được thành công lớn sau khi góp giọng trong bài hát "I Love It" (2012) của bộ đôi synth-pop người Thụy Điển Icona Pop. Năm 2014, một phóng viên nhầm Charli XCX với Lorde và hỏi "cô" về nguồn cảm hứng cho bài hát "Royals". Tuy nhiên, nữ ca sĩ không đính chính lại và nhập vai Lorde để "trả lời" câu hỏi. Cuộc phỏng vấn này trở thành cảm hứng cho một câu chuyện hài hước giữa Charli XCX và Lorde. Tháng 5 năm 2024, Charli XCX phát biểu với Rolling Stone UK rằng thoạt đầu cô cảm thấy ghen tị với Lorde và thành công thương mại của bản hit "Royals", đồng thời nữ ca sĩ so sánh ngoại hình của bản thân với Lorde. Tuy nhiên sau này, Charli XCX cảm thấy cô và Lorde hoàn toàn là hai người khác nhau là do cả hai có phong cách âm nhạc khác nhau. Cô chia sẻ mình mang cảm giác như vậy là do cảm thấy tự ti với chính sản phẩm âm nhạc của bản thân.

## Nhạc và lời
"Girl, So Confusing" là một bài hát thuộc thể loại indie dance với âm hưởng nhạc glitch. Ca khúc sử dụng phong cách hát nói kèm Auto-Tune và lồng ghép một đoạn bassline dồn dập. Cây viết Lindsay Zoladz của The New York Times diễn tả khí nhạc xập xình của "Girl, So Confusing" là "nhấp nháy như đèn". Meaghan Garvey của Pitchfork thì miêu tả bài hát bằng từ khóa "sống động" và "lầy lội". Biên tập viên Nick Malone của PopMatters cảm nhận giọng hát của Charli XCX trong "Girl, So Confusing" lúc đầu có "âm sắc khàn" mang nét giống với ca sĩ người Mỹ–Pháp Uffie và sau đó chuyển thành chất giọng linh hoạt trong việc tăng giảm cao độ theo mô típ "hình xoắn ốc cực kỳ hấp dẫn". Hannah Mylrea của NME đánh giá chất nhạc của bài hát có nét tương đồng với mixtape hyperpop Pop 2 (2017) của Charli XCX. Tác giả Paolo Ragusa từ Consequence cho rằng đoạn hát tăng cao độ "Girl!" bày tỏ cảm xúc vừa "hoạt bát" vừa "chán nản". Theo nhà phê bình Ryan Bulbeck của Renowned for Sound, "Girl, So Confusing" còn có thêm âm thanh nhạc cụ synth nhàn nhạt và giọng hát đệm được tinh chỉnh cao độ.
Nhiều phương tiện truyền thông bàn tán rộng rãi về chủ đề của "Girl, So Confusing". Họ cho rằng bài hát bàn về mối quan hệ phức tạp và cạnh tranh trong tình bạn nữ giới, những cảm giác ganh tị, bất an và bản tính ganh đua giữa các cô gái. Đoạn "Think you should come to my party / And put your hands up" trong "Girl, So Confusing" được cho là một lời đáp dành cho đĩa đơn "Team" (2013) mà trong đó Lorde hát: "I'm kind of over gettin' told to throw my hands up in the air". Câu "You're all about writing poems" thì được xem là một khảo chỉ nhắm đến phong cách sáng tác đậm tính thơ ca của Lorde và một bài hát trong album Melodrama của nữ ca sĩ, "Writer in the Dark" (2017). Exclaim! diễn tả những cảm xúc trong "Girl, So Confusing" là "hơi nhỏ nhen, hơi ngọt ngào, xấu hổ một cách dũng cảm và hiếu chiến". Trong cuộc phỏng vấn cùng Matt Rogers và Bowen Yang trên podcast Las Culturistas về "Girl, So Confusing", Charli XCX khẳng định cô vẫn coi trọng tình bạn ngày càng bền chặt giữa nhiều nữ ca sĩ nhạc pop. Nữ ca sĩ giải thích tinh thần của bài hát rằng: "Tôi không khẳng định bạn sẽ trở thành một nhà nữ quyền xấu nếu giả sử bạn có thể không cùng quan điểm với từng người phụ nữ. Đó không phải là bản chất của con người. Giữa chúng ta [sẽ] có sự cạnh tranh. Sẽ có sự đố kị. Sẽ có sự thân thiết. Đương nhiên sẽ có nhiều động lực khác nhau."

## Phiên bản hợp tác với Lorde

### Bối cảnh và phát hành
Charli XCX đã từng liên lạc hợp tác với Lorde trong suốt một năm nhưng không có cơ hội gặp mặt nữ ca sĩ để sáng tác bài hát. Trong một cuộc phỏng vấn cùng Billboard, cô bảo rằng đó chính là câu chuyện thực sự của "Girl, So Confusing". Một ngày trước lúc phát hành Brat, Charli XCX đã gửi lời nhắn thoại cho Lorde giải thích rằng nữ ca sĩ chính là nguồn cảm hứng cho "Girl, So Confusing". Charli XCX tiết lộ với DJ phát thanh New Zealand Zane Lowe trên Apple Music 1 rằng cô đã phòng hờ tình huống xấu là Lorde sẽ "không bao giờ nói chuyện với cô nữa." Do giữa Charli XCX và Lorde có sự cách biệt về múi giờ nên Lorde đã nghe được "Girl, So Confusing" trước khi kịp nhận thông báo của Charli XCX. Nữ ca sĩ đã cảm nhận được cảm xúc của Charli XCX trong ca khúc và xin lỗi cô vì chuyện một năm qua. Lorde bảo với Charli XCX rằng cô sẽ góp mặt trong bản remix của "Girl, So Confusing". Charli XCX cho biết phiên bản hợp tác với Lorde mất ba ngày để hoàn thành.
Sau khi Brat lên kệ, Lorde khen ngợi album trên Instagram Stories và cho biết đây là album duy nhất mà cô đã lưu trước. Ngày 11 tháng 6 năm 2024, Lorde tham dự một buổi diễn của Charli XCX tại Brooklyn Paramount Theater. Sang ngày 20, Charli XCX thông báo về việc hợp tác cùng Lorde bằng cách thuê một nhóm thợ sơn trang trí nhà cửa đến viết tên của Lorde lên một bức tường trắng tại Greenpoint, Brooklyn. Ngày kế tiếp, phiên bản remix hợp tác với Lorde của "Girl, So Confusing" được phát hành. Bài hát xuất hiện trong album phối lại đầu tay của Charli XCX, Brat and It's Completely Different but Also Still Brat. Lorde từng xuất hiện để biểu diễn "Girl, So Confusing" (remix) cùng Charli XCX trong chuyến lưu diễn Sweat tại Madison Square Garden.
Lorde cho biết lúc sáng tác đoạn verse cho "Girl, So Confusing" (remix), cô vừa cảm thấy "rất đồng cảm" với Charli XCX mà lại vừa cảm thấy "hiểu lầm" là đang cố gắng "hàn gắn" mối quan hệ bạn bè giữa hai người một cách vội vã. Nữ ca sĩ bảo rằng Charli XCX tạo điều kiện giúp cô có thể chia sẻ những điều mà cô chưa dám nói từ trước. Sau khi bản remix được phát hành, Charli XCX đăng công khai một bức ảnh chụp màn hình tin nhắn Lorde gửi cho cô toàn bộ phần lời của nữ ca sĩ. Charli XCX đã trả lời tin nhắn đó rằng là "xuất sắc muốn chết luôn!"

### Chủ đề và phổ lời
"Girl, So Confusing" (remix) mở rộng câu chuyện trong bài hát gốc bằng lời phản hồi từ Lorde. Trong phân đoạn của mình, Lorde bàn về những trăn trở trong việc cảm nhận hình tượng cơ thể, chứng rối loạn ăn uống và cảm xúc tự tin của cô. Giới chuyên môn cảm nhận phân đoạn hát của Lorde bằng những từ khóa như "chân thật", "yếu thế" và "lọc sạch". Clash tuyên bố "Girl, So Confusing" (remix) là một sự "đảo ngược" so với bản gốc và viết rằng ca khúc này là "lời tôn vinh năng lượng nữ giới và lên án những khía cạnh chia rẽ những người phụ nữ." Tương tự như vậy, Exclaim! nhận xét rằng bản remix đã biến đổi "đoạn độc thoại căng thẳng [trong ca khúc gốc] thành một cuộc đối thoại mang tính chữa lành và có sức ảnh hưởng đáng kinh ngạc giữa hai ngôi sao nhạc pop phi chính thống vốn trước đây từng mâu thuẫn với nhau" từ thời thiếu niên. Tờ The New York Times đánh giá ca từ của "Girl, So Confusing" (remix) là "sự kết hợp của mạo hiểm kèm theo tính toán trung thực với những hình ảnh hài hước về sự nổi tiếng và cách giải quyết xung đột mà bạn có thể dễ dàng nhún nhảy theo."

### Đánh giá chuyên môn
"Girl, So Confusing" (remix) nhận được nhiều lời hoan nghênh từ giới phê bình âm nhạc. Họ ca ngợi ca từ và chủ đề của bài hát, gọi đây là một trong những bài hát quan trọng nhất của văn hóa đại chúng trong năm 2024. Jason P. Frank và Alejandra Gularte từ Vulture nhận xét rằng phần lời của Lorde "hòa hợp hoàn toàn với thế giới của Brat" nhờ sự chân thật của bản remix. Jeremy D. Larson của Pitchfork gán nhãn Best New Track cho "Girl, So Confusing" (remix) và nhận xét bài hát là "một cuộc gặp gỡ của những tâm hồn khi hai ngôi sao nhạc pop vĩ đại vừa thể hiện cảm xúc yếu thế, vừa tự nhận thức và lại vừa tạo nên một giây phút mang tính bước ngoặt trong âm nhạc đại chúng." Nhà phê bình Robin Murray từ Clash chấm bản remix điểm 9/10 và gọi đây là một cột mốc và khải thị. Nhà báo Lindsay Zoladz của The New York Times ca ngợi "Girl, So Confusing" (remix) là một bản sáng tác đầy mới mẻ, trong khi Kaelen Bell từ Exclaim! thì bình chọn ca khúc là một trong những bài hát được các biên tập viên của ấn phẩm đề cử. Bell cho biết "Girl, So Confusing" (remix) là một "bài hát mang tính bước ngoặt" trong bối cảnh những ca khúc mang "thông điệp trị liệu và truyền cảm hứng gượng gạo" đang thịnh hành trong "thập niên cuối cùng của nhạc pop". Tương tự, Derrick Rossignol từ tờ Uproxx phong tặng Best New Pop cho bài hát, còn cây bút Alim Kheraj từ The Guardian thì gọi đó là bản nhạc pop mạnh mẽ nhất năm.
"Girl, So Confusing" (remix) tiếp tục nhận được nhiều lời khen ngợi sau khi Brat and It's Completely Different but Also Still Brat ra mắt. Associated Press, Dazed và DIY đều chọn đây là bài hát xuất sắc nhất trong album remix. Billboard xếp "Girl, So Confusing" (remix) ở vị trí thứ năm trong danh sách xếp hạng bài hát trong Brat and It's Completely Different but Also Still Brat. Biên tập viên Katie Bain của tạp chí này nhận xét rằng bài hát đã giúp "bộc lộ những lời thú nhận chân thực của các ngôi sao lớn như Ariana Grande và Matty Healy của The 1975." "Girl, So Confusing" (remix) thắng Giải thưởng Âm nhạc 20 bảng Anh của Popjustice vốn vinh danh những đĩa đơn nhạc pop Anh xuất sắc nhất năm. Ngoài ra, phiên bản remix còn đứng đầu trong một cuộc bình chọn âm nhạc xuất sắc nhất năm 2024 từ độc giả của Pitchfork.
| Nhà phê bình/Ấn phẩm | Thứ hạng | Nguồn  |
| -------------------- | -------- | ------ |
| Business Insider     | 1        | [ 52 ] |
| Exclaim!             | 1        | [ 53 ] |
| The Independent      | 1        | [ 54 ] |
| The New York Times   | 2        | [ 55 ] |
| The Guardian         | 3        | [ 56 ] |
| Consequence          | 3        | [ 57 ] |
| NME                  | 4        | [ 58 ] |
| Billboard            | 6        | [ 59 ] |
| Pitchfork            | 9        | [ 60 ] |
| Rolling Stone        | 9        | [ 61 ] |

| Nhà phê bình/Ấn phẩm | Thứ hạng | Năm xuất bản | Nguồn  |
| -------------------- | -------- | ------------ | ------ |
| Paste                | 16       | 2024         | [ 62 ] |
| Pitchfork            | 25       | 2024         | [ 63 ] |

## Diễn biến thương mại
Tại Anh Quốc, "Girl, So Confusing" đạt hạng cao nhất ở vị trí thứ 28 trên bảng xếp hạng UK Singles Chart. Phía Hoa Kỳ, phiên bản remix với Lorde của bài hát mở màn ở vị trí cao nhất là hạng 63 trên bảng xếp hạng Billboard Hot 100. "Girl, So Confusing" (remix) vươn lên cao nhất ở hạng 3 trên bảng xếp hạng Hot Dance/Electronic Songs và được xếp vị trí thứ 17 ở bảng xếp hạng cuối năm bảng xếp hạng này. Ở Canada, bản remix đạt hạng 57 trên Canadian Hot 100. Music Canada chứng nhận cho "Girl, So Confusing" (remix) đĩa Vàng tương đương 40.000 bản thuần tiêu thụ ở Canada. Trên thế giới, bản remix đạt hạng 59 tại bảng xếp hạng Billboard Global 200. "Girl, So Confusing" đạt hạng 50 trên bảng xếp hạng ARIA Charts của Úc. Bên phía New Zealand, ca khúc remix đạt hạng 24.

## Bảng xếp hạng
| Bảng xếp hạng (2024)                          | Vị trí cao nhất |
| --------------------------------------------- | --------------- |
| Úc (ARIA)                                     | 50              |
| Úc Dance (ARIA)                               | 3               |
| Ireland (IRMA)                                | 26              |
| Anh Quốc (OCC)                                | 28              |
| Hoa Kỳ Hot Dance/Electronic Songs (Billboard) | 24              |

| Bảng xếp hạng (2024)                          | Vị trí cao nhất |
| --------------------------------------------- | --------------- |
| Úc (ARIA)                                     | 50              |
| Canada (Canadian Hot 100)                     | 57              |
| Thế giới Global 200 (Billboard)               | 59              |
| Hy Lạp International (IFPI)                   | 99              |
| New Zealand (Recorded Music NZ)               | 24              |
| Hoa Kỳ Billboard Hot 100                      | 63              |
| Hoa Kỳ Hot Dance/Electronic Songs (Billboard) | 3               |

| Bảng xếp hạng (2024)                          | Vị trí |
| --------------------------------------------- | ------ |
| Hoa Kỳ Hot Dance/Electronic Songs (Billboard) | 17     |

## Chứng nhận
| Quốc gia                                                    | Chứng nhận | Số đơn vị/doanh số chứng nhận |
| ----------------------------------------------------------- | ---------- | ----------------------------- |
| Canada (Music Canada)                                       | Vàng       | 40.000‡                       |
| ‡ Chứng nhận dựa theo doanh số tiêu thụ và phát trực tuyến. |            |                               |